# Scopula jacta
Scopula jacta là một loài bướm đêm trong họ Geometridae.